# Herman Leopoldus Løvenskiold (1739-1799)
 Der er flere personer med dette navn, se Herman Løvenskiold.
Herman Leopoldus Løvenskiold (født 18. juli 1739 i Borgestad, død 24. maj 1799 i Farset) var en dansk-norsk godsejer og kammerherre, bror til Severin Løvenskiold og far til Herman Løvenskiold.
Han var søn af Herman Leopoldus Løvenskiold (1739-1799) og dennes 2. hustru, Han ejede Fossum (fra 1761 til 1793) og Bolvig Jernværker (1792 til 1793), var på et tidspunkt udenlands og blev 1782 kammerherre.
Han ægtede 1. gang 29. december 1763 i København Ingeborg Jensdatter Akeleye (13. maj 1741 – 2. juni 1800). Han blev separeret fra hende på grund af hendes forhold til den ryggesløse greve Christian Conrad Danneskiold-Laurvig (hun ægtede 2. gang 1783 Carl Ingemann von Manderfeldt, 1747-1813). 2. gang ægtede Løvenskiold 1771 Inger Marie Deichmann (5. september 1744 i Fredrikstad – 6. maj 1793 på Fossum) og 3. gang 2. november 1793 Christiane Sophie Deichmann (1746 – 20. december 1808 i Farset), som var søster til 2. hustru.
Han er begravet i Solum Kirke.